# Spongicoloides koehleri
Spongicoloides koehleri is een tienpotigensoort uit de familie van de Spongicolidae. De wetenschappelijke naam van de soort is voor het eerst geldig gepubliceerd in 1896 door Caullery.